# Марк Фабий Вибулан (консул 442 пр.н.е.)
Вижте пояснителната страница за други личности с името Марк Фабий Вибулан.
Марк Фабий Вибулан (на латински: Marcus Fabius Vibulanus) e политик на Римската република.

## Биография
Произлиза от благородническата фамилия Фабии. Той е най-възрастният син на Квинт Фабий Вибулан (три пъти консул 467, 465 и 459 пр.н.е. и децемвир 450/449 пр.н.е.), единственият от рода останал жив след битката при Кремера през 477 пр.н.е. Брат е на Нумерий Фабий Вибулан (консул 421 пр.н.е. и военен трибун 415 и 407 пр.н.е.) и Квинт Фабий Вибулан Амбуст (консул 423 пр.н.е. и военен трибун 416 и 414 пр.н.е.).
Според Диодор Сицилийски през 457 пр.н.е. вероятно е консул с Луций Квинкций Цинцинат вместо Гай Хораций Пулвил и Квинт Минуций Есквилин.
През 442 пр.н.е. той е консул с колега Постумий Ебуций Елва Корникен. Тогава се колонизира град Ардеа и той се бие с волските. За тази цел се образува триумвират от Марк Ебуций Хелва, Тит Клелий Сикул и Агрипа Менений. През 437 пр.н.е. той се бие като легат на диктатор Мамерк Емилий Мацерин против Фидена.
През 433 пр.н.е. е консулски военен трибун с колега Луций Сергий Фидена. През 431 пр.н.е. при диктатор Авъл Постумий Туберт се бие против волските. Вероятно през 390 пр.н.е. той е понтифекс максимус.

## Деца
- Квинт Фабий Амбуст (военен трибун 390 пр.н.е.)
- Нумерий Фабий Амбуст (военен трибун 406 и 390 пр.н.е.)
- Кезо Фабий Амбуст (военен трибун 404, 401, 395 и 390 пр.н.е.)